# Rhyncomya sinaiensis
Rhyncomya sinaiensis är en tvåvingeart som beskrevs av Knut Rognes 2002. Rhyncomya sinaiensis ingår i släktet Rhyncomya och familjen Rhiniidae.
Artens utbredningsområde är Israel. Inga underarter finns listade i Catalogue of Life.